# Tungsram
La Tungsram con sede in Ungheria è nota per le sue lampadine ed elettronica. Fondata a Újpest (oggi parte di Budapest) nel 1896, inizialmente produceva telefoni, cavi elettrici e centralini. Il nome "Tungsram" è un portmanteau di tungsteno e wolframio  (i due nomi comuni del metallo utilizzato per realizzare i filamenti delle lampadine). Prima della nazionalizzazione da parte del governo comunista, nel 1945, la società era il terzo produttore mondiale di lampadine e valvole termoioniche, dopo le società americane General Electric e RCA.

## Storia
Il 13 dicembre 1904, l'ungherese Sándor Just e il croato Franjo Hanaman ottennero il brevetto ungherese n. 34541 per la prima lampadina al mondo a filamento di tungsteno che durava più a lungo e produceva una luce maggiore di un filamento di carbonio. I co-inventori concessero in licenza il loro brevetto alla società, che venne denominata Tungsram in onore delle omonime lampadine a incandescenza al tungsteno, che sono ancora chiamate lampadine Tungsram in molti paesi europei. Nel 1934, Tungsram incorporò un brevetto di Imre Bródy per lampadine riempite con gas krypton, che garantivano una maggiore durata. Durante la prima guerra mondiale iniziò la produzione in serie di tubi radio e divenne la divisione più redditizia dell'azienda. Il fisico ungherese Zoltán Bay, nel 1936, fu il primo a produrre un prototipo funzionante di radar in laboratorio e, assieme a György Szigeti, fu il precursore dell'illuminazione a led in Ungheria, nel 1939, brevettando un dispositivo di illuminazione basato sul carburo di silicio, con un'opzione sul carburo di boro, che emetteva luce bianca, bianco giallastra o bianco verdastra a seconda delle impurità presenti.
British Tungsram Radio Works era una consociata di Tungsram ungherese in tempi prebellici.
Nel 1990, General Electric acquisì una quota di maggioranza di Tungsram e in sei anni investì $ 600 milioni nell'impresa, ristrutturando accuratamente ogni aspetto delle sue operazioni. Ad oggi, questo è stato il più grande investimento manifatturiero realizzato da una società statunitense in Europa centrale e orientale. Tungsram è oggi una filiale di General Electric e il nome viene semplicemente mantenuto come marchio.
A partire da febbraio 2018, l'amministratore delegato di GE Ungheria, Jörg Bauer ha accettato di acquistare l'attività di illuminazione di GE in Europa, Medio Oriente, Africa e Turchia, nonché la sua attività di illuminazione automobilistica globale. L'attività continua a funzionare nuovamente con il nome di Tungsram Group.
Dal febbraio 2020, i partner commerciali dell'azienda sono stati in grado di utilizzare la Tungsram Lounge di recente aperta presso l'aeroporto internazionale Ferenc Liszt con sale conferenze.

## Ingegneri e inventori famosi
| Zoltán Bay (1900-1992) | Imre Bródy (1891-1944) | Ernő Winter (1897-1971) | György Szigeti (1905-1978) | Tivadar Millner (1899-1988) | Egon Orován (1902 - 1989) | Michael Polanyi (1891-1976) | Dennis Gabor (1900 - 1979) | Pál Selényi (1884-1954) | Franjo Hanaman (1878-1941) | Sándor Just (1874-1937) |
| ---------------------- | ---------------------- | ----------------------- | -------------------------- | --------------------------- | ------------------------- | --------------------------- | -------------------------- | ----------------------- | -------------------------- | ----------------------- |
|                        |                        |                         |                            |                             |                           |                             |                            |                         |                            |                         |

## Galleria d'immagini

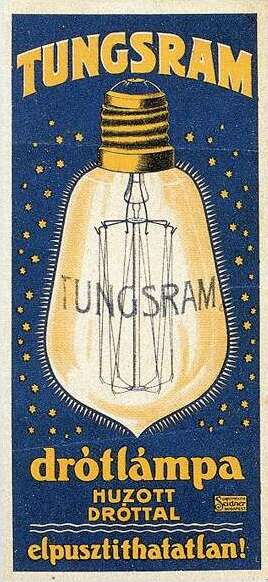
Pubblicità ungherese della lampadina di Tungsram del 1906. Questa è stata la prima lampadina che ha utilizzato un filamento di tungsteno invece di quello in carbonio. La scritta recita: lampada con filo trafilato - indistruttibile
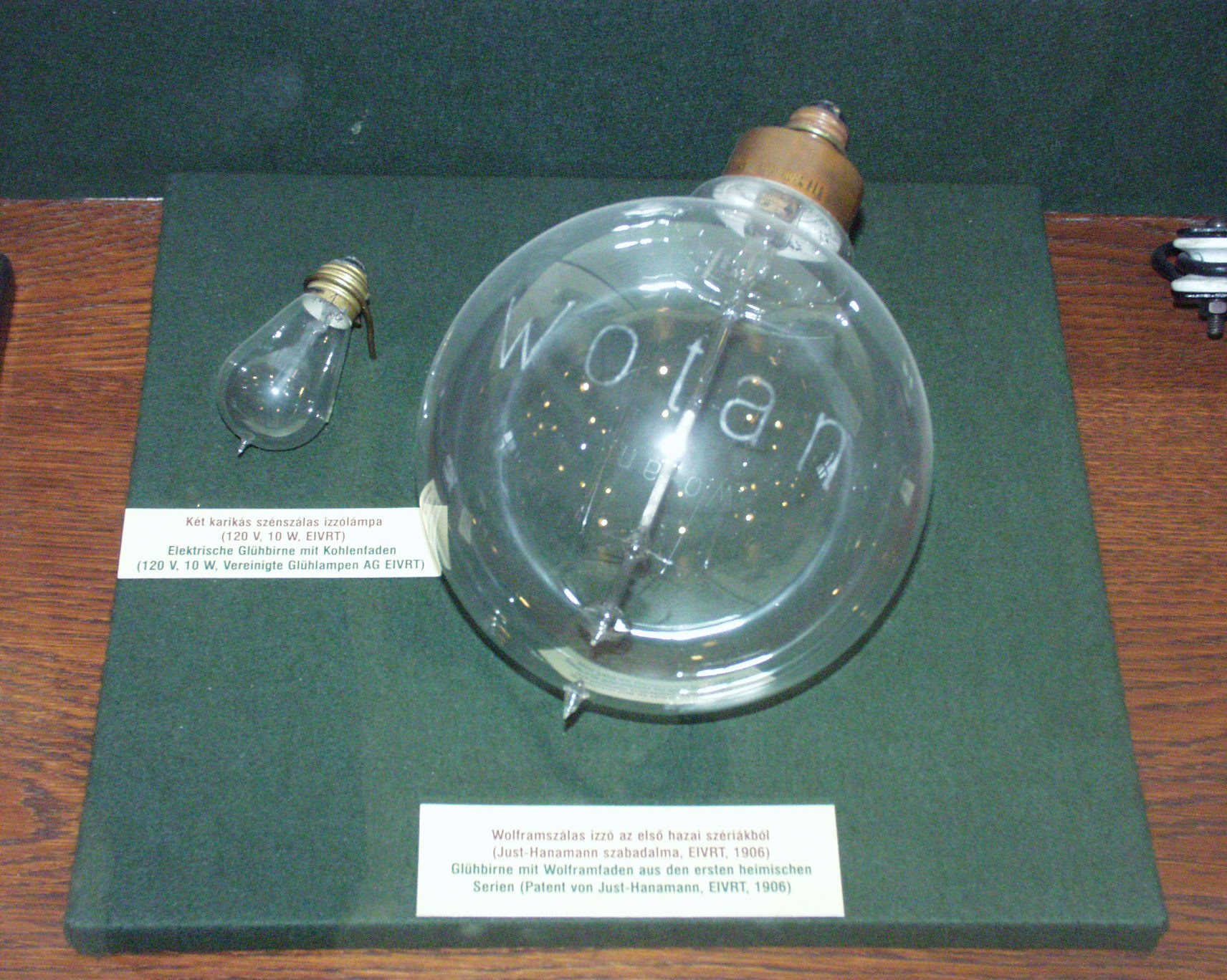
Lampadine a incandescenza con filamenti di carbonio (a sinistra) e la moderna lampadina al tungsteno (a destra)
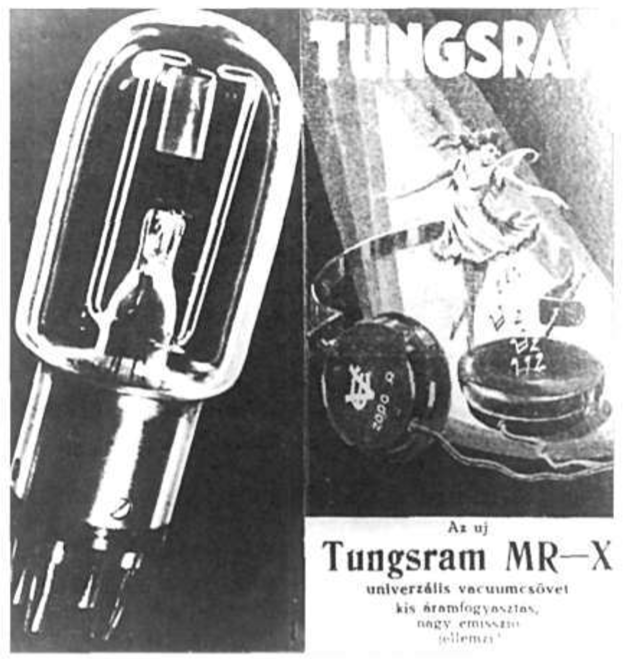
Tubo trasmettitore radio MR-X Tungsram per comunicazione audio (1917)
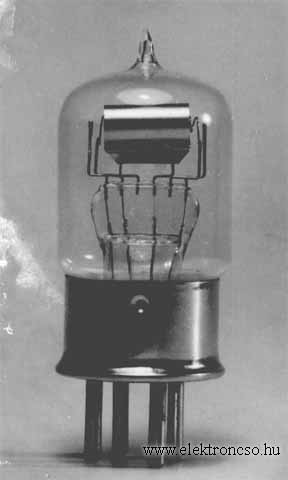
Prototipo di tubo trasmettitore radio Tungsram H2 1916
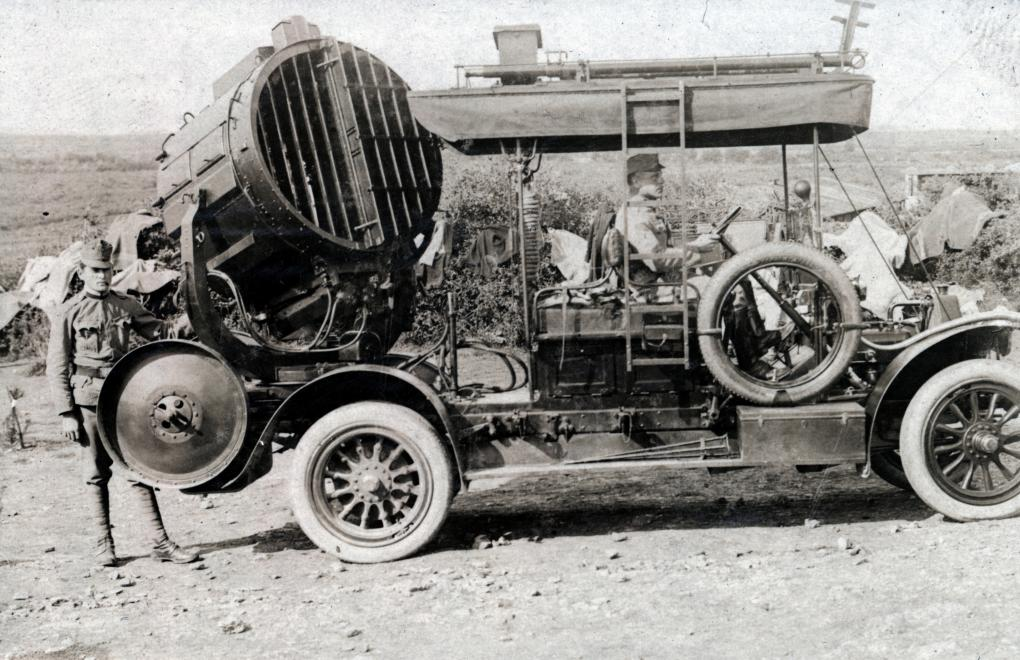
Tungsram, proiettore per difesa aerea (1914)
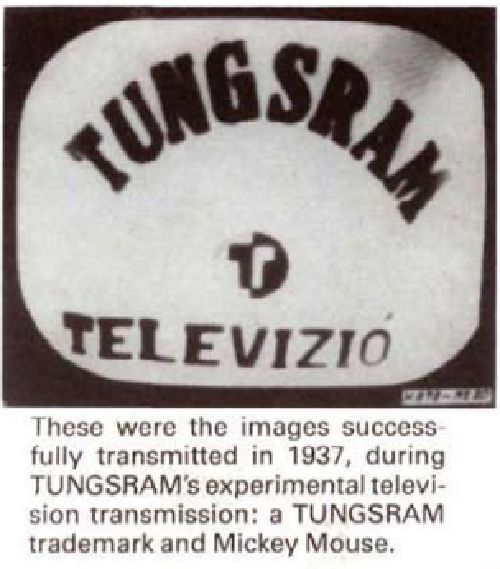
Prototipo di televisione della Tungsram nel 1937
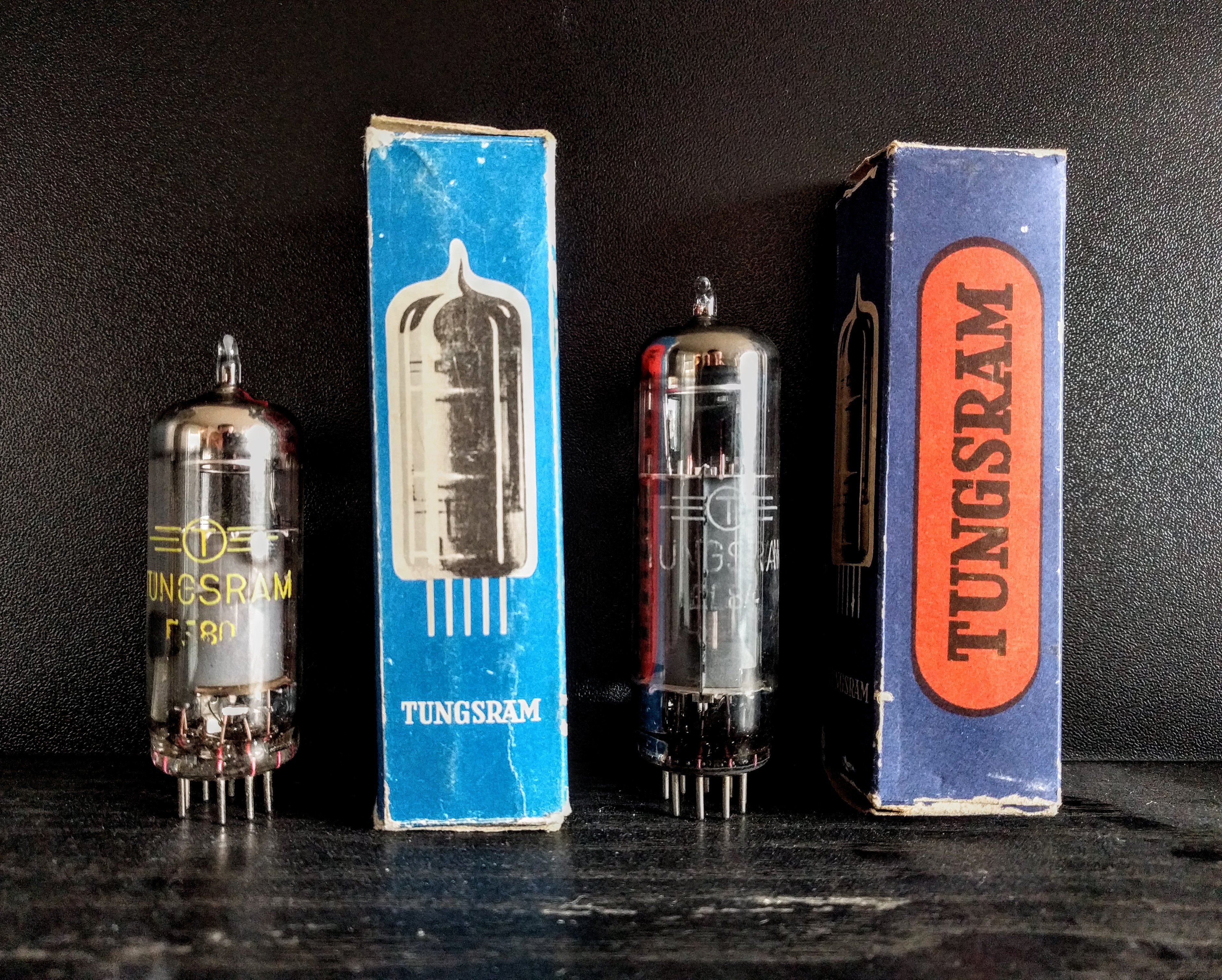
Valvole Tungsram degli anni 1970
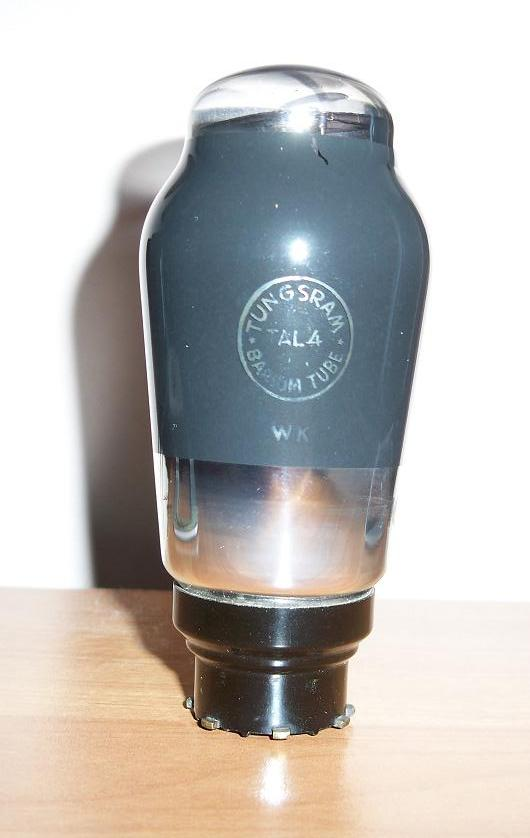
Valvole Tungsram
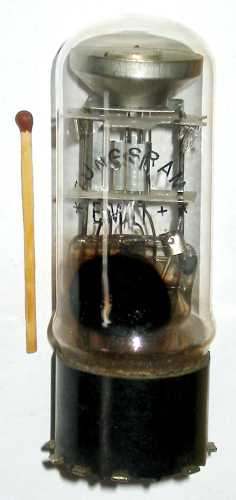
Valvole Tungsram
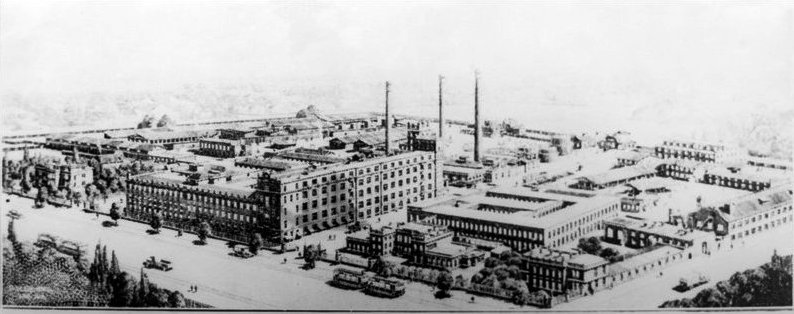
La fabbrica di Budapest nel 1920
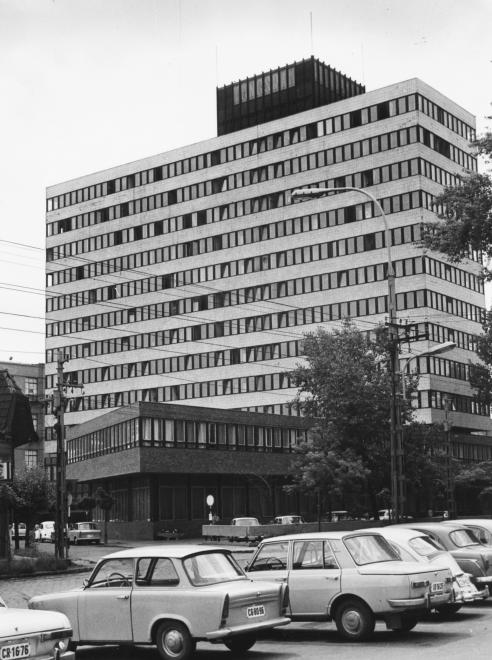
Ex quartier generale della United Lightbulb and Electronic Ltd
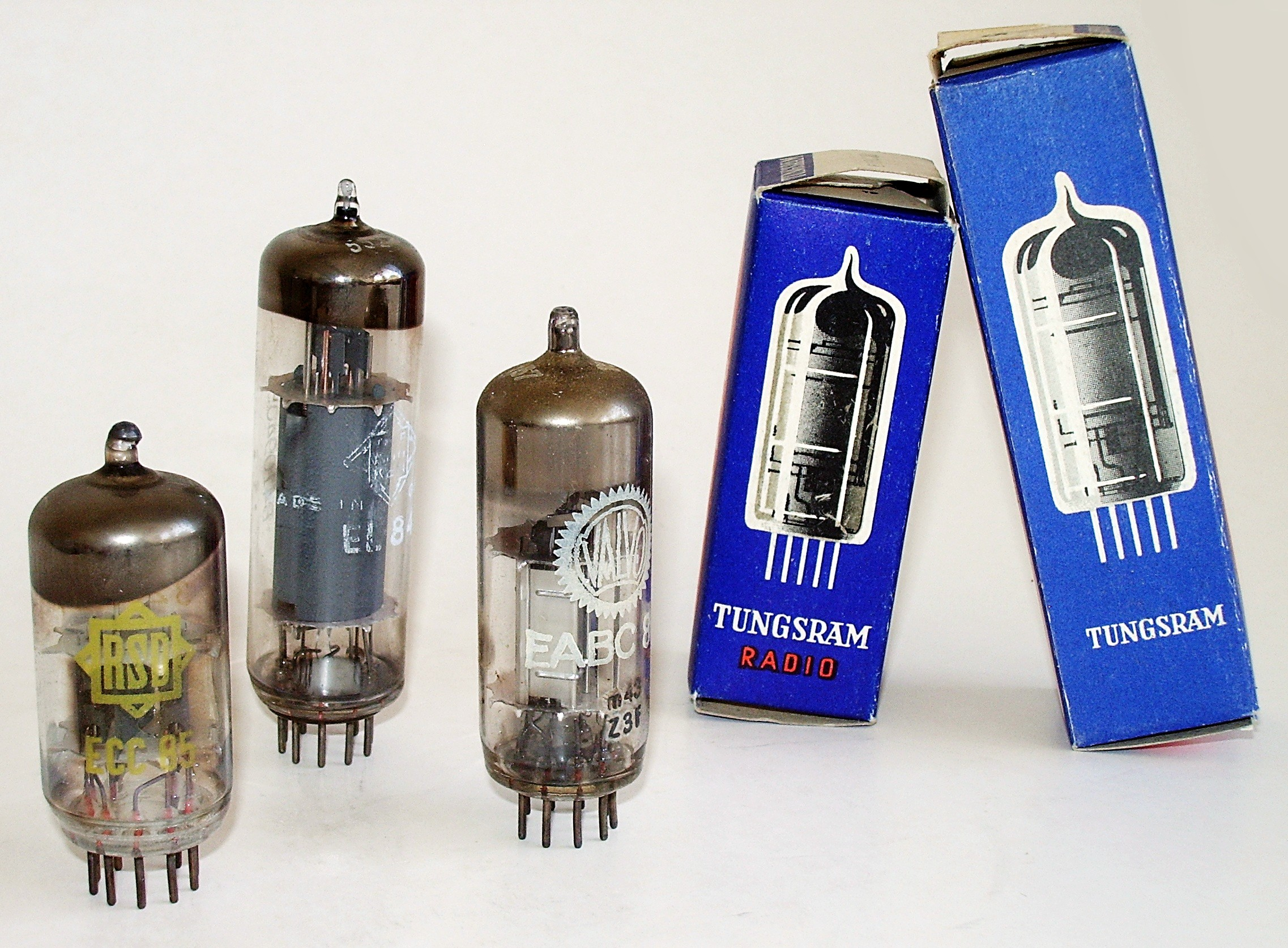
Valvole Tungsram
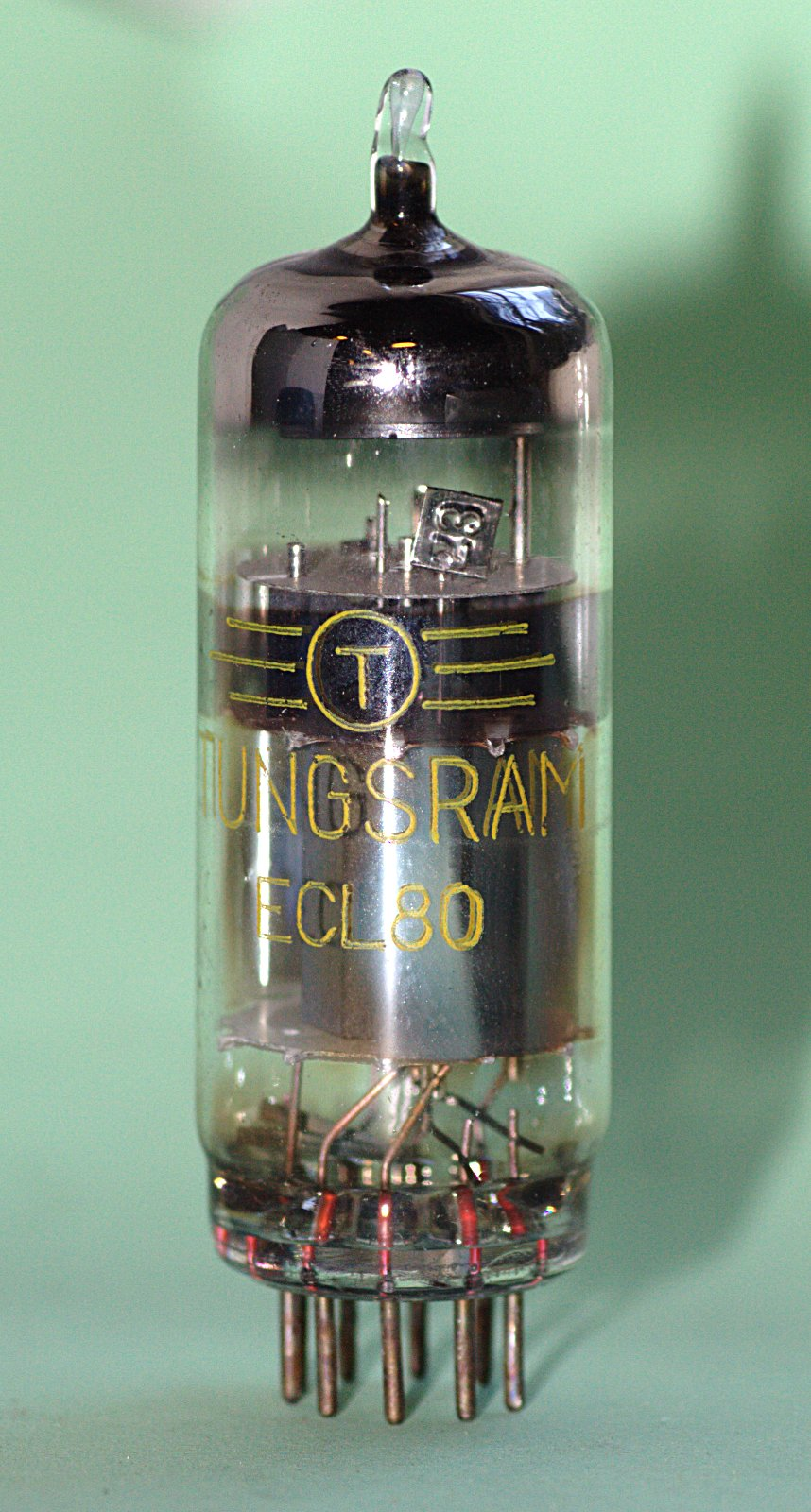
Valvole Tungsram
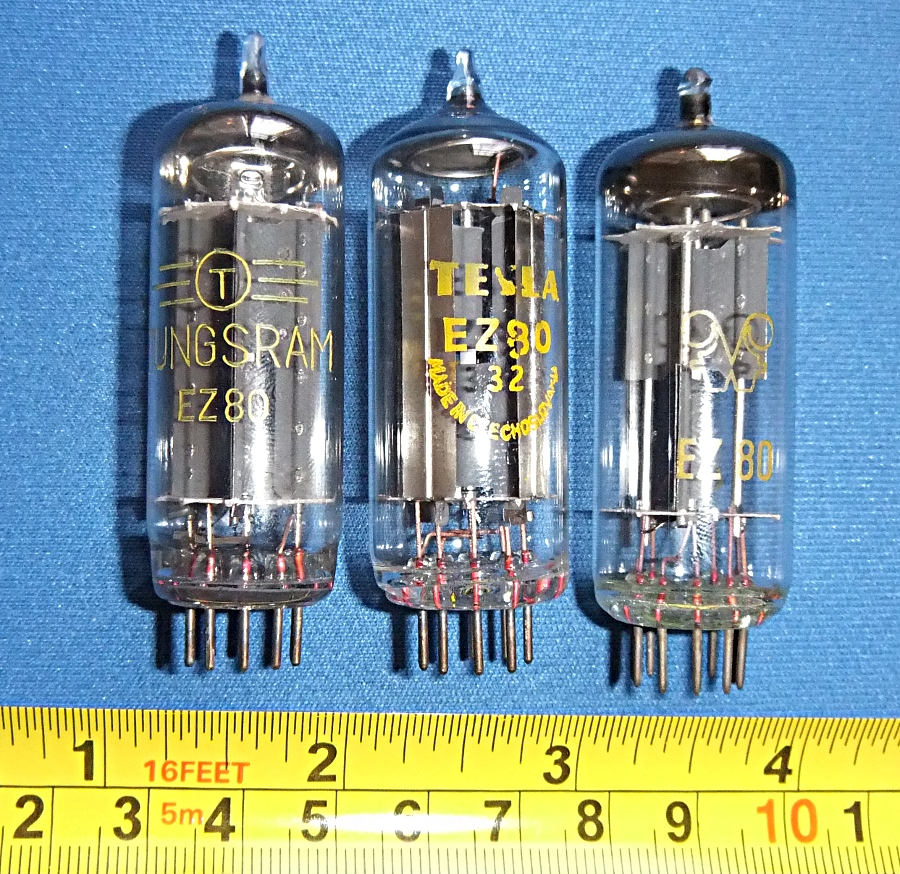
Valvole Tungsram
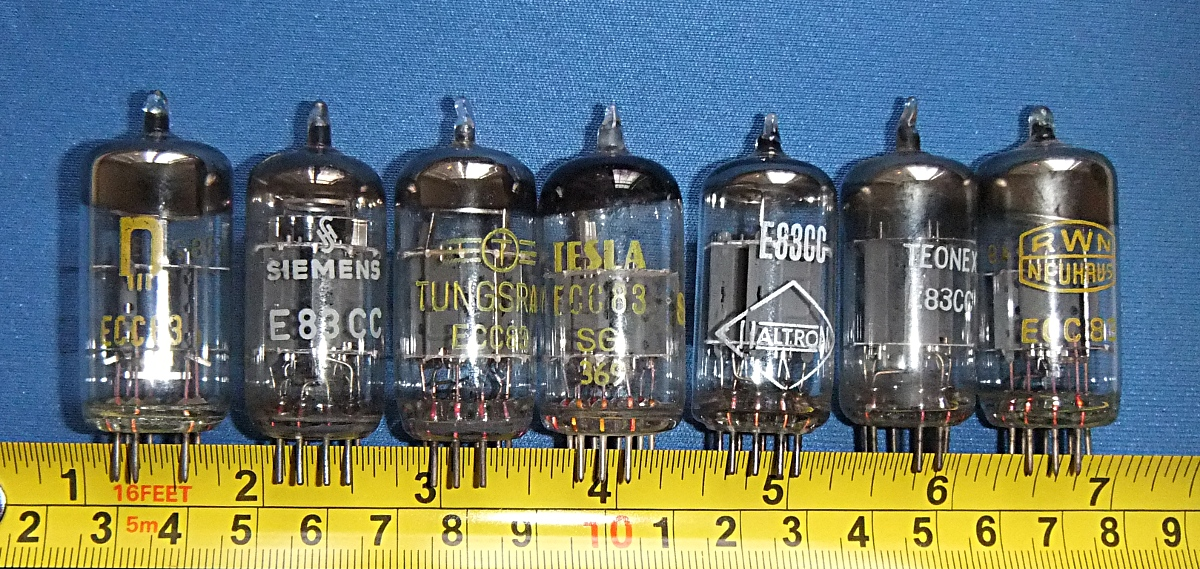
Valvole Tungsram